# میخو دوکوف
میخو دوکوف (بلغاری: Михо Дуков؛ زادهٔ ۲۹ اکتبر ۱۹۵۵) کشتی‌گیر اهل بلغارستان است.